# Folkearth
I Folkearth sono un gruppo musicale epic/folk/viking metal fondato da musicisti provenienti da diversi Paesi del mondo (tra i quali la Grecia, la Lituania, la Svezia, l'Italia, la Russia e l'Australia).
I componenti e ospiti della band provengono prettamente da gruppi folk metal europei, ma vi sono anche alcuni artisti americani. La line-up tende a variare in continuazione.

## Formazione

### Voce
- Michelle Maas
- Niklas Olausson (Broken Dagger, Veritate, Dibbukim)
- Christina Katsamatsa (Athlos)
- Igor Saviola
- Ruslanas-Metfolvik (Ravenclaw, Folkodia)
- Elio D'Allesandro (Folkodia)
- Filip Vuckovic

### Chitarra
- Thanasis Karapanos (Orion, Dol Amroth, Winter's Dawn, Athlos, Sacred Blood)
- Bernd Intveen (Van Lagen)
- Vojan Koceic (Koziac)

### Basso
- Simon Frodberg
- Faethon
- Stefanos Koutsoukos (Dol Amroth, Folkodia, Athlos)
- Tobias Andrelang

### Batteria
- Achim Eberle
- Ralf Gruber
- Yoann Clement (Inis Gwenva/Valuatir)
- Alessandro Caruso (Corporal Raid, Hysterya, Ira)
- Ralf Goosens (Arctic Frost, Morituri, Ycon)
- Elias Bloch (Oakhelm, Fall of the Bastards)

### Altri strumenti e componenti
- Raven - arpa celtica
- Saga - chitarra e basso (Folkodia, Black Knight Symfonia, Nécrophage, Excalibur, Dark Moon)
- Ulven - chitarra acustica (Draugen)
- Kristofer Janiec - violino
- Daniel Fredriksson - flauto, scacciapensieri (Mors Osculi, Otyg)
- Daniel Petterson - Nyckelharpa
- Juliet - violoncello
- Fëarann - Gaita, flauto (Occultus, Inis Gwenva, Obtenebratum, Carnyx, The Dead Is Tired When the Morning Comes, Voice of Morrigan, Valuatir, Athlos, Manzer)
- Nikos Nezeritis - chitarra acustica (Dol Amroth)
- Becky - arpa celtica
- Francesca Crotti - violino
- Shea Martinsson - flauto irlandese
- Fabio - flauto
- Sabine Stelzer - cornamusa, ciaramella (Van Lagen)
- Anna Shannon - violino, flauto
- Chrigel Glanzmann - uilleann pipes, flauto irlandese, bodhrán (Eluveitie)
- Jonas Fröberg - Nyckelharpa, voce (Broken Dagger, Trymheim)
- Pete Jay - voce, basso (Oakhelm, Black Queen, Assück, Wormwood)
- Jeremy Child - batteria, voce (Broken Dagger, Lömska Planer, Yggdrasil)
- Hildr Valkyrie - voce, tastiere (Beyond the Forests, Lloth, Nocternity, Worship, Ego, Drama, Uruk-Hai, Morgan the Bard, Femegericht, Death Army, Odins Court, Folkodia, Athlos, Voluspaa)
- Mark Riddick - flauto, batteria (Equimanthorn, Moonroot, Excrescent, Unburied, Unearthed, The Soil Bleeds Black, Fetid Zombie, Hexentanz)
- Dreogan - chitarra, basso (Bergelmir/Peordh, Garrisoned, Xtaodecas)
- Marios "Prince Imrahil" Koutsoukos - tastiere, voce (Dol Amroth, Athlos)
- Axel - chitarra, basso, voce (Death Army)
- Morten - voce, chitarra, basso (Thulr, Eldborg, Skardus)
- Mickael "Loki" Jenft - chitarra, voce, tastiere (Frekkr, Zhurgal Dukhiatz, Folkodia, Swordgraven, Ténèbres, Yayeth Corpse)
- Polydeikis - pianoforte, fisarmonica, chitarra, flauto (Zion, Sacred Blood, Morpheus, Metally Insane, Athlos)
- Owain ap Arawn (Aled Pashley) - chitarra, tastiere, voce, basso (Annwn, Athlos)
- Marcus Van Lagen - chitarra acustica, basso, saz, batteria, flauto, voce (Van Lagen)
- André Groschopp - chitarra, tastiere, voce, flauto irlandese, violino, batteria (Thiasos Dionysos)
- William Ekeberg (Body Core, Broken Dagger, Logic Severed, Pandemonium, Trymheim)
- Vojan Koceic (Koziak, Victim, Ðubrivo)
- Jesus Sierra (Last Deception, Dawn of Tears)
- A. Panging
- GG Karman
- Haavard Tveito (Vetter)
- Autumn (Hordak)
- Winter (Hordak)
- A. Mansilla (Last Deception)
- Joe Luis Frias
- Orey (Pagan Reign)
- Vetrodar (Pagan Reign, Tverd)
- Roman Samonin (Morituri, Lemuria, Akem Manah)
- Ralf Goossens (Arctic Frost, Morituri, Black Serpent, Ycon)

### Ex componenti
- Hugin - tastiere (Elisabetha, Hrossharsgrani, Hrefnesholt, Uruk-Hai, Ravenclaw, Raben Nacht, Manwe, Heimatleid, Bonemachine -ora conosciuti come B-Machina-, Wach, Solid Grey, Drachenfeuer, Schlaganfall, After Aids, Guts for Dinner, Ceremony of Innocence)
- Wulfstan - chitarra, basso, voce (Forefather)
- Athelstan - batteria, chitarra, basso, voce (Forefather)
- Magnus Wohlfart (Yggdrasil, Lömska Planer, Broken Dagger, Trymheim, Nae'blis, Anti-Christian Assault, Dibbukim, Sunless)

## Discografia
- 2004 - A Nordic Poem
- 2006 - By the Sword of My Father
- 2007 - Drakkars in the Mist
- 2008 - Father of Victory
- 2008 - Songs of Yore
- 2008 - Fatherland
- 2009 - Rulers of the Sea
- 2010 - Viking's Anthem
- 2011 - Sons of the North
- 2011 - Minstrels by the River
- 2012 - Valhalla Ascendant
- 2014 - Balder's Lament